# استيبان هورتاس
استيبان هورتاس (بالإسبانية: Esteban Huertas)‏ هو عسكري كولومبي وبنمي، ولد في 1876 في Úmbita ‏ في كولومبيا، وتوفي في 1943 في مدينة بنما في بنما.